# Polycarpaea paulayana
Polycarpaea paulayana là một loài thực vật thuộc họ Caryophyllaceae. Đây là loài đặc hữu của Yemen. Môi trường sống tự nhiên của chúng là vùng cây bụi khô khu vực nhiệt đới hoặc cận nhiệt đới.